# Чемпионат Европы по волейболу среди женщин 1949
Первый чемпионат Европы по волейболу среди женщин прошёл с 10 по 18 сентября 1949 года в столице Чехословакии Праге с участием 7 национальных сборных команд. Чемпионский титул выиграла сборная СССР.

## Команды-участницы
Венгрия, Нидерланды, Польша, Румыния, СССР, Франция, Чехословакия.

## Система проведения чемпионата
7 команд-участниц чемпионата провели однокруговой турнир, по результатам которого была определена итоговая расстановка мест.

## Результаты
| М | Команда      | 1   | 2   | 3   | 4   | 5   | 6   | 7   | И | В | П | С/П  | О  |
| - | ------------ | --- | --- | --- | --- | --- | --- | --- | - | - | - | ---- | -- |
| 1 | СССР         |     | 3:0 | 3:0 | 3:0 | 3:0 | 3:0 | 3:0 | 6 | 6 | 0 | 18:0 | 12 |
| 2 | Чехословакия | 0:3 |     | 3:0 | 3:0 | 3:0 | 3:0 | 3:0 | 6 | 5 | 1 | 15:3 | 11 |
| 3 | Польша       | 0:3 | 0:3 |     | 3:0 | 3:0 | 3:0 | 3:0 | 6 | 4 | 2 | 12:6 | 10 |
| 4 | Румыния      | 0:3 | 0:3 | 0:3 |     | 3:1 | 3:1 | 3:0 | 6 | 3 | 3 | 9:11 | 9  |
| 5 | Франция      | 0:3 | 0:3 | 0:3 | 1:3 |     | 3:1 | 3:0 | 6 | 2 | 4 | 7:13 | 8  |
| 6 | Венгрия      | 0:3 | 0:3 | 0:3 | 1:3 | 1:3 |     | 3:0 | 6 | 1 | 5 | 5:15 | 7  |
| 7 | Нидерланды   | 0:3 | 0:3 | 0:3 | 0:3 | 0:3 | 0:3 |     | 6 | 0 | 6 | 0:18 | 6  |

10 сентября
Чехословакия — Франция 3:0 (15:3, 15:0, 15:9); Румыния — Венгрия 3:1 (15:10, 13:15, 15:6, 15:9); СССР — Польша 3:0 (15:13, 15:4, 15:3).
11 сентября
Польша — Румыния 3:0 (15:10, 15:3, 15:7); Франция — Венгрия 3:1 (15:17, 15:12, 15:2, 15:11).
12 сентября
Чехословакия — Нидерланды 3:0 (15:8, 15:0, 15:1).
13 сентября
Польша — Франция 3:0 (15:13, 15:7, 15:6); Венгрия — Нидерланды 3:0 (15:1, 15:4, 15:3); СССР — Румыния 3:0 (15:5, 15:0, 15:6).
14 сентября
Польша — Нидерланды 3:0 (15:0, 15:6, 15:4); Чехословакия — Венгрия 3:0 (15:2, 15:6, 15:1); СССР — Франция 3:0 (15:1, 15:4, 15:2).
15 сентября
Румыния — Нидерланды 3:0 (15:5, 15:3, 15:1); СССР — Венгрия 3:0 (15:0, 15:1, 15:0).
16 сентября
Чехословакия — Польша 3:0 (15:13, 16:14, 15:13); СССР — Нидерланды 3:0 (15:1, 15:4, 15:10); Румыния — Франция 3:1 (4:15, 15:10, 15:1, 15:11).
17 сентября
СССР — Чехословакия 3:0 (15:10, 16:14, 15:11); Франция — Нидерланды 3:0 (15:0, 15:0, 15:7).
18 сентября
Польша — Венгрия 3:0 (15:4, 15:6, 15:9); Чехословакия — Румыния 3:0 (15:1, 15:8, 15:3).

## Итоги

### Положение команд
| СССР          |
| Чехословакия  |
| Польша        |
| 4. Румыния    |
| 5. Франция    |
| 6. Венгрия    |
| 7. Нидерланды |

### Призёры
СССР: Александра Чудина, Валентина Осколкова, Милития Кононова, Тамара Петрова, Валентина Свиридова, Серафима Кундиренко, Таисия Барышникова, Анна Афанасьева, Валентина Квашенинникова, Александра Жарова, Вера Миссик, Анна Пономарёва. Главный тренер — Александр Аникин.
  Чехословакия: Индра Батькова, Божена Цигрова, Итка Цвилинкова, Алена Чадилова, Бронислава Досталова, Ярмила Гроудова, Милена Кримлова, Надежда Маринчакова, Ярослава Мировицка, Божена Валашкова, Зденка Заплатилкова, Мария Берновска. Главный тренер — Мирослав Ровны.
  Польша: Ядвига Бжеснёвская, Александра Энглисх, Ирена Фелехнеровская, Уршуля Фигвер, Ромуальда Грущиньская, Эльжбета Куртз, Кристина Папрот, Мария Погожельская, Халина Ожеховска, Халина Томашевская, Зофья Воевудзкая, Мирослава Закшевская. Главный тренер — Лотар Гейер.